# 계룡디지텍고등학교
계룡디지텍고등학교(鷄龍디지텍高等學校)는 대한민국 대전광역시 동구 삼성동에 있는 사립 고등학교이다.

## 학교 연혁
- 1949년 10월 15일 : 개교
- 1977년 7월 19일 : 교명 변경(계룡공업고등학교)
- 1977년 11월 21일 : 조순금 초대 이사장 취임
- 1980년 10월 15일 : 학급 증설(33학급)
- 2001년 4월 17일 : 대전광역시교육청 지정 ICT거점학교
- 2005년 5월 12일 : 중소기업청 지정 산학연계 맞춤형 인력양성사업 운영학교
- 2006년 3월 1일 : 교육인적자원부 지정 정책연구학교
- 2007년 3월 20일 : 학생식당 개축 및 도봉교육관 개관
- 2009년 3월 3일 : 혜암도서관 개관
- 2009년 8월 30일 : 인조잔디구장 및 야간 조명시설 완공
- 2010년 12월 13일 : 다목적 체육관(한길관) 준공
- 2015년 10월 19일 : 고용노동부 선정 산학일체형도제학교
- 2017년 3월 1일 : 교명 변경(계룡디지텍고등학교)
- 2019년 10월 15일 : 개교 70주년 기념행사
- 2021년 2월 16일 : 선등문화관 개관
- 2021년 9월 3일 : 제6대 강유화 이사장 취임
- 2022년 3월 2일 : 학과 개편(스마트소프트웨어과 2학급, 정보통신과 2학급, 스마트제어과 2학급, 전자과 3학급)
- 2023년 1월 9일 : 제19대 강규정 교장 취임
- 2023년 10월 16일 : 그린스마트 미래학교 조성 완공

## 설치 학과
- 스마트소프트웨어과
- 정보통신과
- 소프트웨어과
- 게임콘텐츠과
- 게임미디어과
- 스마트제어과
- 자동화설비과
- 전기과
- 전자과

## 참고 자료
- 계룡디지텍고등학교 - 한국교육학술정보원 학교알리미